# Énergie au Tadjikistan

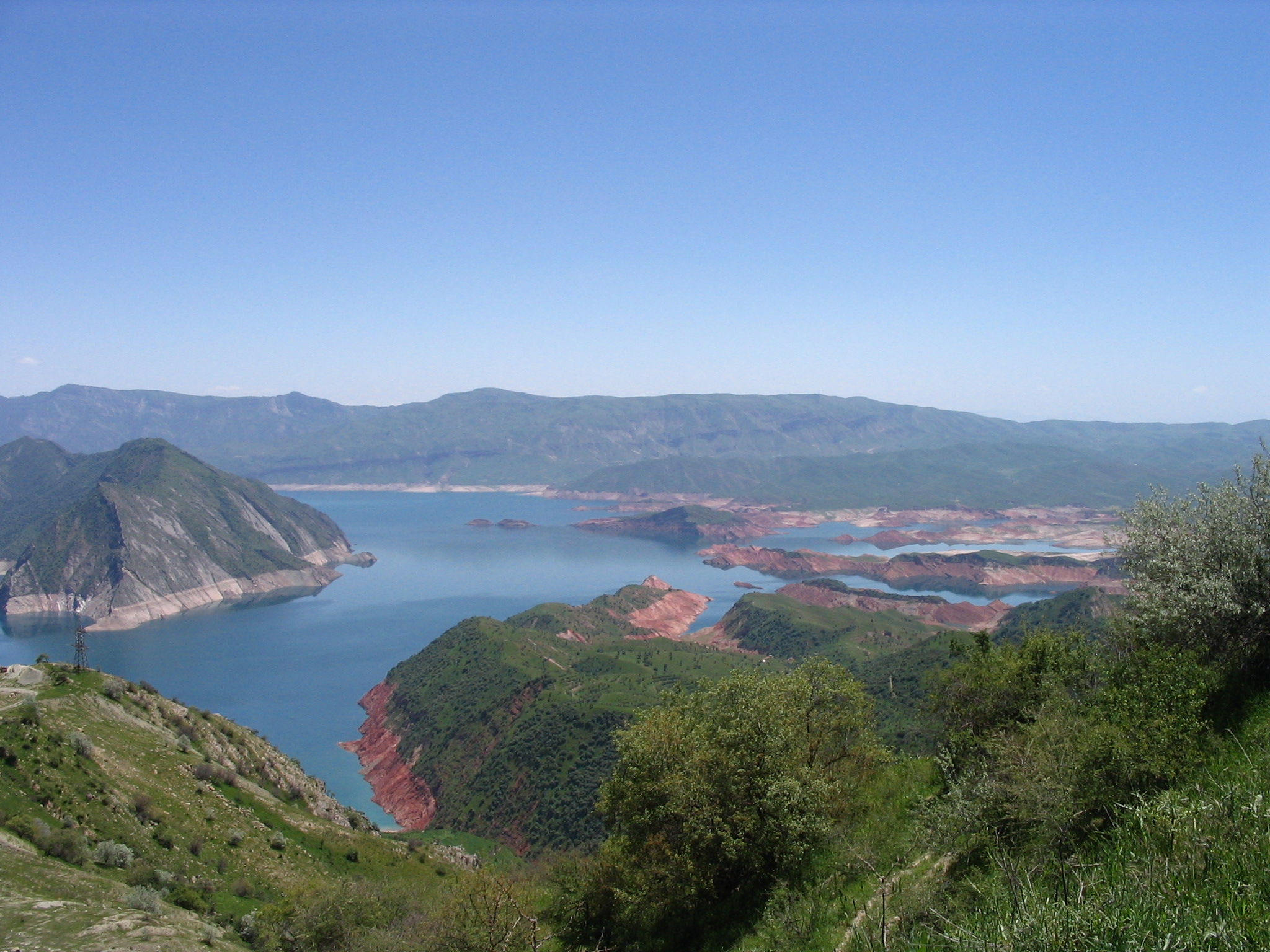
Réservoir du Barrage de Nourek (3000 MW), 2005.

Le secteur de l'énergie au Tadjikistan est marqué par l'importance de l'hydroélectricité, qui fournit 57,6 % de la production d'énergie primaire en 2019. Cependant, les combustibles fossiles fournissent 63,7 % de la consommation d'énergie primaire et l'hydroélectricité 42,7 % (dont 6,4 % exportés). Les statistiques nationales ne prennent pas en compte la biomasse traditionnelle.
La consommation d'énergie primaire par habitant du Tadjikistan en 2019 était égale à 22 % seulement de la moyenne mondiale, et celle d'électricité à 50 % de la moyenne mondiale.
L'électricité représentait 40,8 % de la consommation finale d'énergie en 2019. Elle est produite à 92,7 % par les centrales hydroélectriques et à 7,1 % par des centrales à charbon. Le Tadjikistan a exporté 12 % de son électricité en 2018 et 14 % en 2019. La centrale de Nourek (3 000 MW) fait partie des 50 plus puissantes centrales hydroélectriques du monde et celle de Rogoun, en construction, sera encore plus puissante (3 600 MW). Le potentiel hydroélectrique est estimé à 527 TWh par an, au 8e rang mondial, dont seulement 4 % sont exploités en 2022. Il attire des industries électro-intensives comme la fonderie d'aluminium TALCO.
Les émissions de CO2 liées à l'énergie par habitant représentent seulement 18 % de la moyenne mondiale.

## Production d'énergie primaire
La production d'énergie primaire atteignait 119,7 PJ en 2019, en progression de 41 % par rapport à 1990. Elle était composée de 57,6 % d'hydroélectricité, 41,9 % de charbon et 0,4 % de pétrole. Depuis 1990, la production de charbon a progressé de 226 % et la production hydroélectrique de 16 % ; celles de pétrole et de gaz ont presque disparu.

### Charbon
Selon le Ministère de l'Industrie, les 21 gisements de charbon du pays recèlent des réserves de 3,6 Gt (milliards de tonnes) de charbon et lignite, dont 317 Mt de charbon à haute valeur calorifique.
En 2020, la production de charbon s'élevait à 2,1 Mt, en progression de 945 % depuis 2010. La part du charbon dans la consommation intérieure d'énergie primaire est passée de moins de 10 % en 2012 à 26,3 % en 2020. Il fournit 8 % de l'électricité du pays en 2020 et est responsable de 53 % des émissions de CO2 liées à l'énergie. Le gouvernement souhaite le développer pour compenser la saisonnalité de la production hydroélectrique. La Stratégie nationale de développement 2030 prévoit de porter la capacité de production à 5 Mt en 2030, puis 15 Mt en 2040.
En 2018, l'extraction de charbon reposait pour 55 % sur des entreprises publiques et 45 % sur le privé ; 94 % de la production provient de mines à ciel ouvert et 6 % de mines souterraines. En 2019, 11 entreprises étaient en activité, en particulier Fon-Yagnob (44 %), TALCO-Resource (20 %), KMT Ltd (20 %), Ziddi (10 %).

## Consommation d'énergie primaire
La consommation d'énergie primaire par habitant du Tadjikistan s'élevait en 2019 à 17,3 GJ, soit seulement 22 % de la moyenne mondiale : 79,1 GJ ; celle de la France était de 150,5 GJ, celle de l'Inde de 28,7 GJ, celle de la Chine de 101,5 GJ et celle des États-Unis de 282 GJ
La consommation d'énergie primaire du Tadjikistan s'est élevée à 161,6 PJ en 2019. Elle est composée de 63,7 % d'énergies fossiles (charbon : 31,2 %, pétrole : 27,6 %, gaz naturel : 5 %), 42,7 % d'énergies renouvelables (hydroélectricité), moins 6,4 % d'exportations d'électricité. Depuis 1990, la consommation de charbon s'est accrue de 92 %, celle de pétrole a reculé de 40 % et celle de gaz naturel de 86 %, celle d'hydroélectricité a progressé de 16 %. Le charbon est utilisé à 34 % pour la production combinée d'électricité et de chaleur et à 30 % par l'industrie. La consommation intérieure d'énergie primaire a baissé de 27 % depuis 1990. Les statistiques nationales ne prennent pas en compte la biomasse traditionnelle.

## Consommation finale d'énergie
La consommation finale d'énergie du Tadjikistan s'élevait à 133,6 PJ en 2019, dont 56,6 % de consommation directe de combustibles fossiles (pétrole : 33,2 %, charbon : 20,2 %, gaz naturel : 3,2 %), 40,8 % d'électricité et 2,6 % de chaleur de réseau (chauffage urbain). Depuis 1990, elle a reculé de 32 % (pétrole : -37 %, gaz naturel : -86 %, charbon : +3 %, électricité : -15 %, chaleur : -25 %). Sa répartition par secteur est la suivante : industrie 28 %, transport 14 %, secteur résidentiel 27 %, secteur tertiaire 8 %, agriculture 6 %, usages non énergétiques (chimie) 2 % ; mais la part élevée de la rubrique « non spécifié » (15 %) suggère de sérieux dysfonctionnements dans les statistiques nationales. L'industrie a reculé de 10 % depuis 1990 et l'agriculture de 44 %, les transports ont progressé de 67 %, le résidentiel de 664 % et le tertiaire de 424 %.

## Secteur de l'électricité
La Compagnie nationale de l'énergie de la république du Tadjikistan, Barki Tojik, créée en 1936 sous le nom de Tajikenergo lors de la mise en service de la première centrale hydroélectrique du pays, Varzob-1, est chargée en 1957 de la production, du transport et de la distribution de l'électricité. En 1992 est créée la société de portefeuille d'État « Barki Tojik » sur la base des 25 entreprises et organisations qui font partie de l'Association de production d'énergie et d'électrification de la république du Tadjikistan. En 2020, des rumeurs de privatisation du secteur électrique se font jour, alors que la restructuration de Barqi Tojik se poursuit depuis 2012 afin d’assainir la situation financière de l’opérateur. En juin 2019, deux nouvelles sociétés par actions issues de Barqi Tojik ont été créées par décret : Réseaux de transmission électrique et Réseaux de distribution électrique. Le ministère de l’Énergie et des ressources hydrauliques étudie divers mécanismes de collaboration avec le secteur privé, notamment pour attirer des sociétés multinationales.
La Stratégie nationale de développement 2030 prévoit d'augmenter la capacité de production de 10 GW et les exportations d'électricité de 10 TWh, de réduire de 10 % les pertes en ligne, de diversifier la production en portant à 10 % la part des sources autres que l'hydroélectricité et d'économiser 500 GWh par des mesures d'efficacité énergétique.
Le premier partenariat public-privé a été l'octroi d'une concession à Pamir Energy pour desservir la région Gorno-Badakhshan. En 2009, la centrale hydroélectrique Sangtuda-1 a été mise en service et est exploitée par la compagnie russe Unified Energy System (RAO UES). Sangtuda-2, mise en service en 2011, est exploitée par la compagnie iranienne Sangob. Ces deux projets ont été réalisés sous la forme de contrats build-own-operate-transfer (BOOT). Pamir Energy, fondé en 2002 par l'État du Tadjikistan et la Fondation de l'Aga Khan pour le développement économique (AKFED), a reçu en 2017 un prix de l'association Ashden pour avoir restauré, avec l'aide de la Suisse, onze petites centrales hydroélectriques (43,4 MW) et 4 300 km de vieilles lignes de distribution, assurant l'approvisionnement en électricité de 254000 personnes dans des régions reculées du Tadjikistan et de l'Afghanistan.

### Production d'électricité
Le Tadjikistan a produit 20,68 TWh en 2019, dont 92,7 % d'hydroélectricité et 7,3 % à partir de combustibles fossiles (charbon : 7,1 %, gaz naturel : 0,1 %). Cette production a progressé de 14 % depuis 1990, l'hydroélectricité de 16,2 %, la production à base de gaz naturel a reculé de 98 %, remplacée par le charbon. En 2020, la production a été de 20,1 TWh (hydro 90,1 %, charbon 8,2 %, gaz naturel 1,6 %).
Le pays souffre de fréquentes coupures d’électricité. Pendant l’hiver 2007, les autorités imposent des restrictions à cause d'une réduction du débit de la rivière Vakhch, et Barqi Tojik négocie avec Ouzbekenergo, son homologue ouzbek, l’import de 600 GWh, à condition de rendre à l’Ouzbékistan au moins 900 GWh pendant la période estivale. En 2008, un hiver rigoureux, considéré comme le plus froid depuis 1969, cause une crise énergétique qui touche presque tous les pays d’Asie centrale. À partir du 13 janvier 2008, les zones rurales étaient complètement privées d’électricité. À Douchanbé, la capitale, il n’y avait du courant qu’entre une et trois heures par jour. Les restrictions durent jusqu’en mars. En novembre 2009, en raison d’un incident sur la ligne à haute-tension reliant Nourek à Regar, 70 % du territoire tadjik s’est retrouvé dans le noir. Chaque année, de novembre à avril, la consommation d’électricité est soumise à limitation. Depuis 2018, pendant l’automne et l’hiver, il y a de l’électricité en zone rurale de cinq à huit heures du matin, et le soir de 17h à minuit. Selon Barqi Tojik, il s’agit d’une mesure préventive pour économiser l’eau du réservoir de Nourek, le débit entrant étant très faible parce que l’eau de la rivière Vakhch sert au remplissage du réservoir de Rogoun. Un black-out survient pendant l’hiver 2019-2020 du fait du manque de neige dans le bassin hydrographique des rivières Vakhch et Piandj, 50 % en moins par rapport à l’année antérieure.

### Puissance installée
La puissance installée atteint 6,4 GW en 2020, dont 5,7 GW de centrales hydroélectriques et 0,7 GW de centrales thermiques, dont seulement 4,3 GW et 0,4 GW sont disponibles. Le Tadjikistan a onze centrales hydroélectriques de grande et moyenne taille et 300 de petite taille, totalisant 132 MW. La majeure partie de la production provient de la rivière Vakhch, dont les centrales totalisent 5 GW produisant 19 TWh par an.

#### Centrales thermiques
| Nom                    | Type         | Puissance installée (MW) | Puissance disponible (MW) | Mise en service |
| ---------------------- | ------------ | ------------------------ | ------------------------- | --------------- |
| Douchanbé-1            | cogénération | 198                      | 42                        | 1961            |
| Douchanbé-2            | cogénération | 400                      | 400                       | 2016            |
| Yavan (mis sous cocon) | cogénération | 0                        | 0                         |                 |

#### Énergies renouvelables

##### Hydroélectricité
Selon l'Agence internationale de l'énergie, le potentiel hydroélectrique du pays est estimé à 527 TWh par an, au 8e rang mondial, dont seulement 4 % sont exploités en 2022.
Selon l'International Hydropower Association (IHA), la production hydroélectrique du Tadjikistan s'est élevée à 20 TWh en 2021, soit 0,5 % de la production mondiale, loin derrière l'Inde : 160 TWh et le Pakistan : 39 TWh, mais supérieure à celles du Kirghizistan : 13 TWh, de l'Ouzbékistan : 7 TWh et du Kazakhstan : 9 TWh. La puissance installée des centrales hydroélectriques du Tadjikistan totalisait 6 444 MW fin 2021, soit 0,5 % du total mondial, au 5e rang de la région Asie centrale et méridionale, derrière la Russie (55 674 MW), l'Inde (51 351 MW), l'Iran (12 187 MW) et le Pakistan (9 929 MW). Les mises en service de 2021 se sont élevées à 49 MW. La construction du barrage de Rogoun 3 600 MW se poursuit, sa capacité actuelle étant de 600 MW après la mise en service de ses premières turbines en 2018 ; les travaux de réhabilitation du barrage de Nourek, le plus grand d'Asie centrale, commencés en 2020, se poursuivent également.

Principales centrales hydroélectriques du Tadjikistan
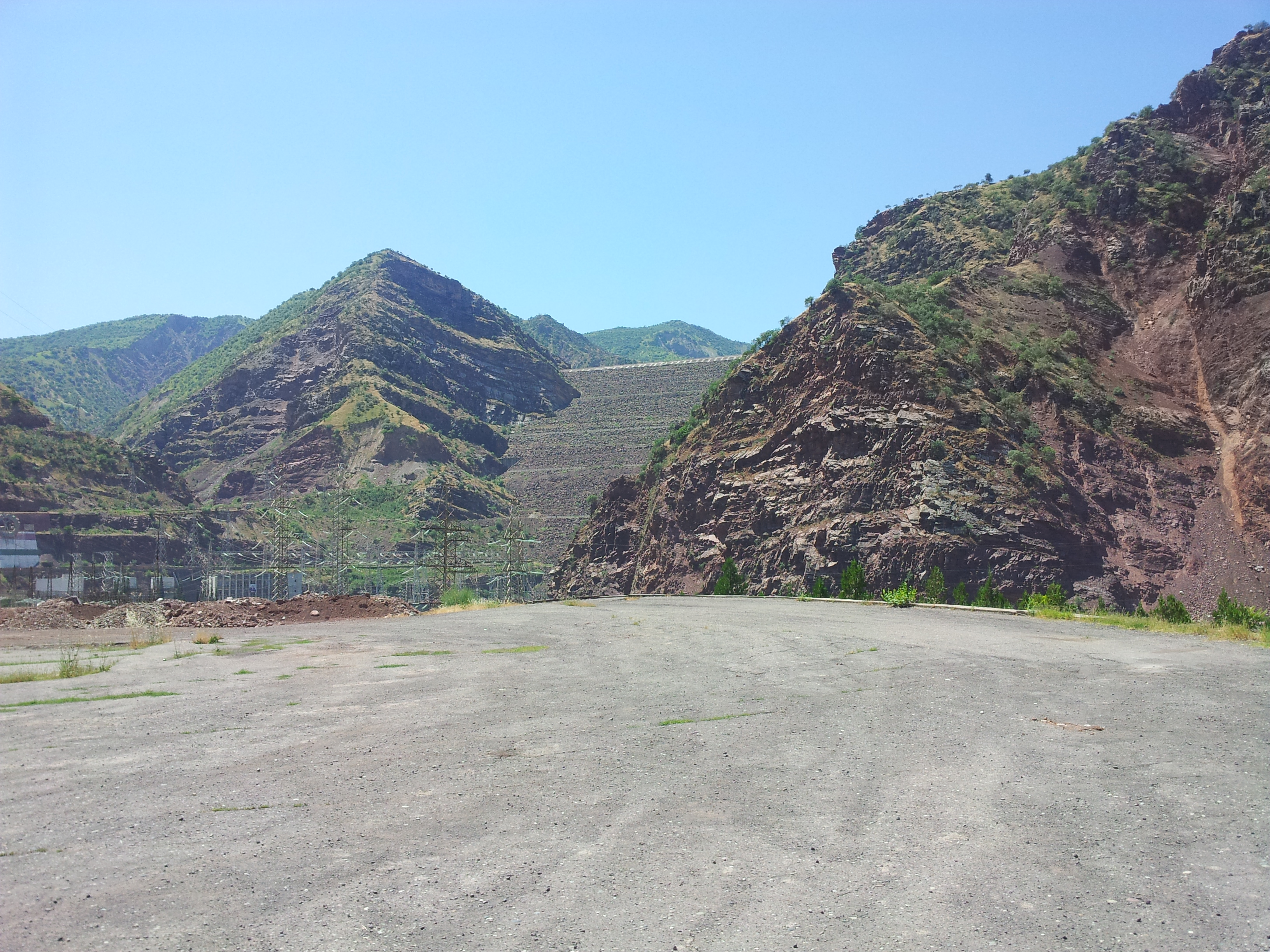
Barrage de Nourek, le plus haut du monde (304 m) - 2012.
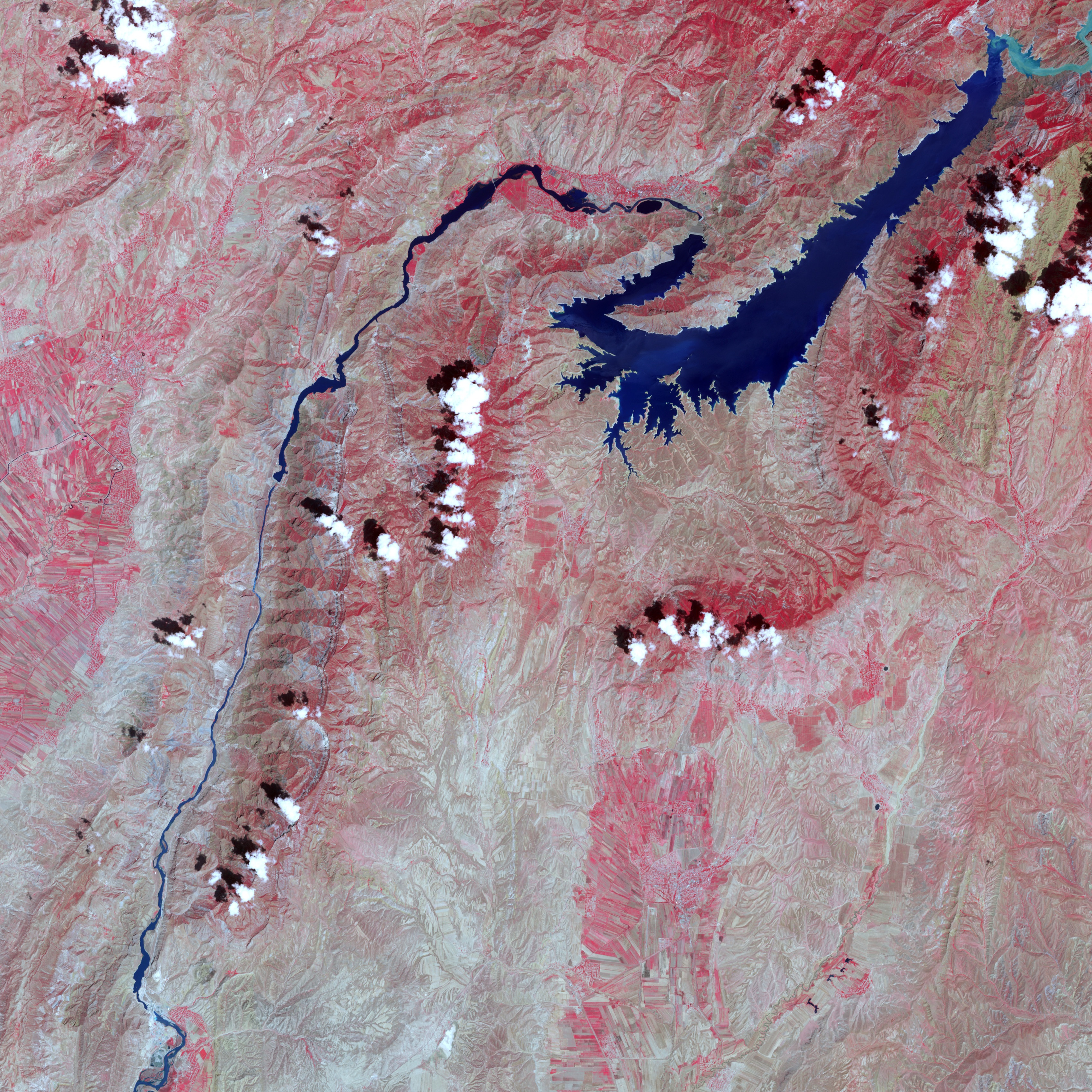
Vue satellite du réservoir de Nourek, NASA 2007.
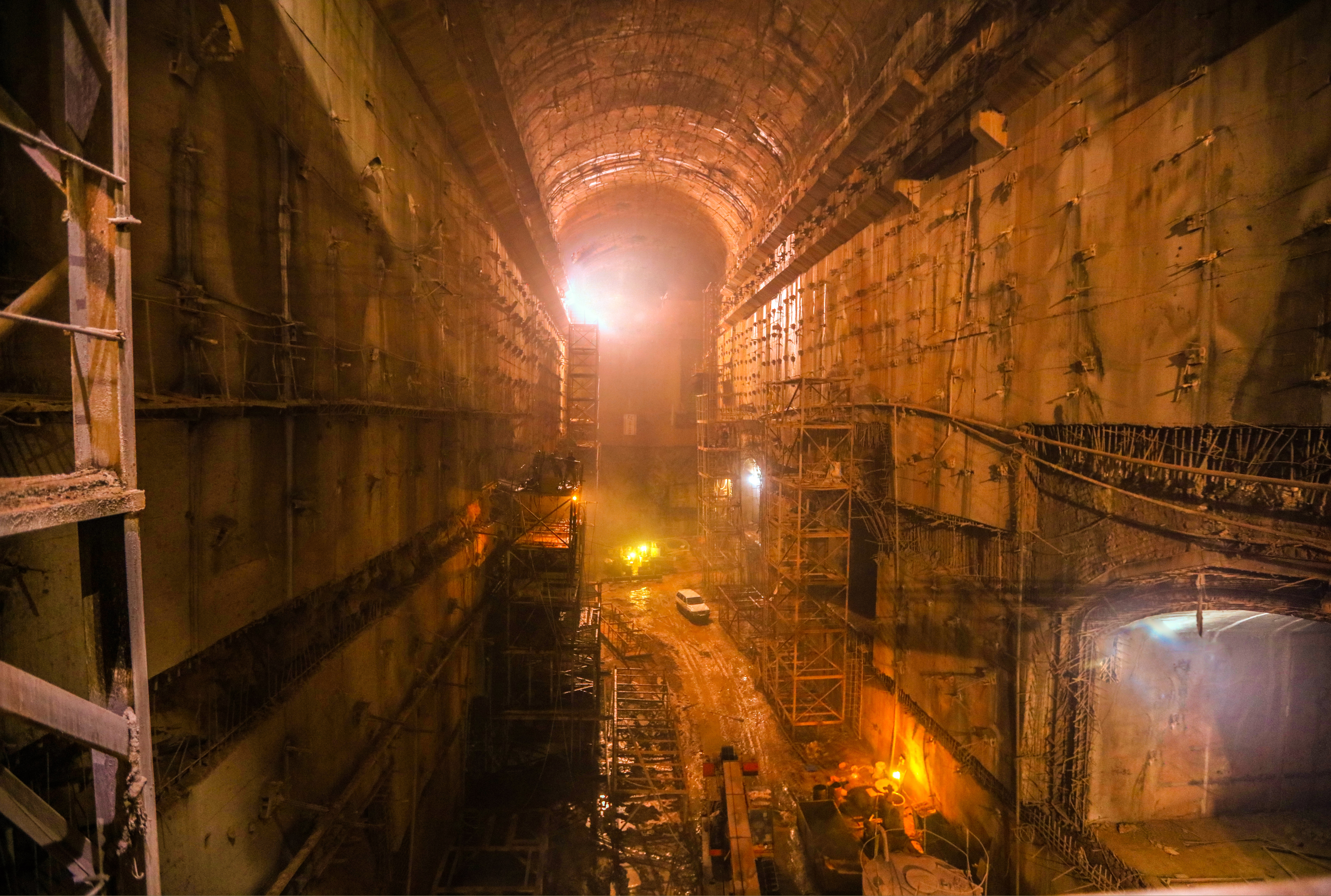
Barrage de Rogoun en construction : caverne du tunnel Sadd Ariana, 2019.
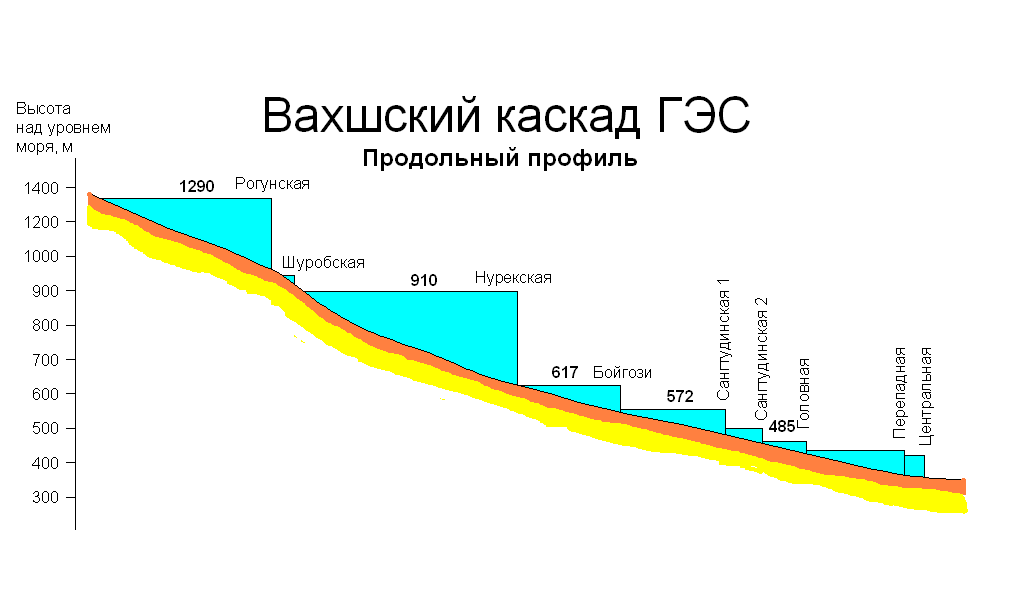
Profil longitudinal de la rivière Vakhsh, 2009. A l'amont, le barrage de Rogoun, puis celui de Nourek.
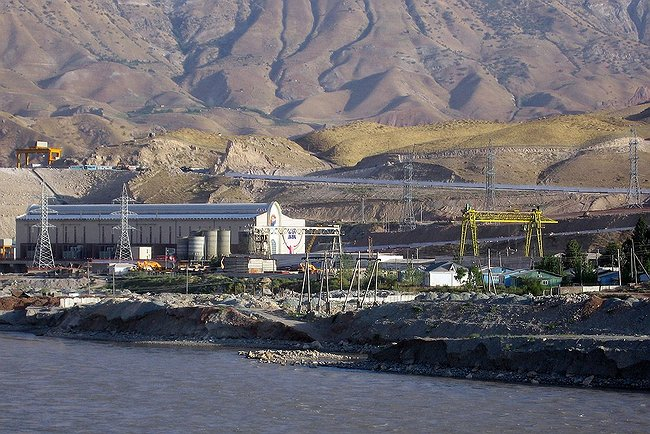
Centrale Sangtuda-1, 2009.
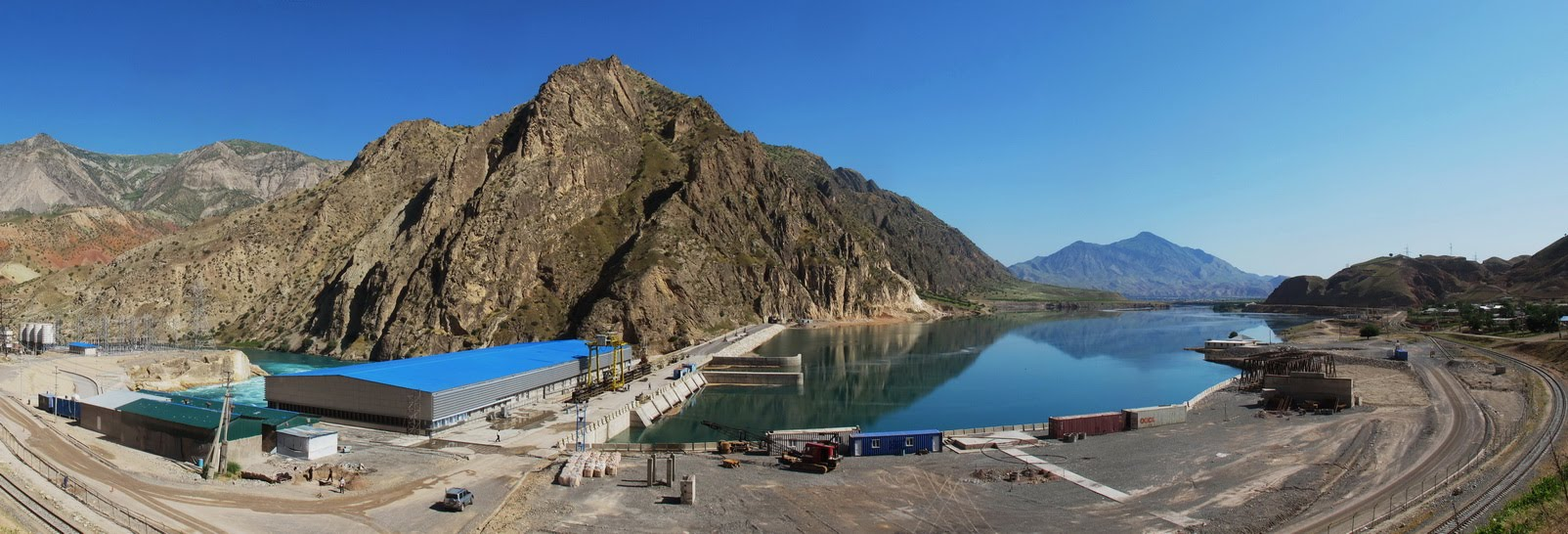
Barrage de Sangtuda-2, 2012.

La centrale de Nourek (3 000 MW), la plus puissante du Tadjikistan et de l'Asie centrale, construite à l'époque soviétique, de 1961 à 1980 sur la rivière Vakhch, affluent de l'Amou Daria, fait l'objet de travaux de réhabilitation en cours en 2020, financés par l'Association internationale de développement du groupe de la Banque mondiale.
Le barrage de Farkhad, construit de 1942 à 1948 sur le Syr-Daria, est situé sur le territoire tadjik, tandis que la centrale (126 MW) est sur le territoire ouzbek.
Parmi les projets d'aménagement hydroélectriques du Tadjikistan, le principal est le barrage de Rogoun (3 600 MW), en construction sur la rivière Vakhch, par Barqi Tojik ; les deux premières unités (sur 6 unités) ont été mises en service en novembre 2018 et septembre 2019. La mise en service complète était prévue en 2018 pour 2028. En juillet 2022, la construction du barrage principal a commencé ; à son achèvement, le barrage sera le plus haut du monde (335 mètres). La Banque européenne d'investissement (BEI) a été sollicitée par le gouvernement tadjik pour participer au financement de l'ouvrage et la Commission européenne souhaite que la BEI devienne le premier investisseur du projet afin de contrer les influences russe et chinoise.
La réhabilitation de centrales hydroélectriques anciennes construites durant l'ère soviétique est en cours dans les centrales de Nourek (groupe d'investisseurs et donateurs conduits par la Banque mondiale), Kayraqqum (BERD et BEI) et Sarband (Golovnaya).
En juin 2021, le Tadjikistan signe avec l'Ouzbékistan un accord pour créer une coentreprise chargée de construire et exploiter deux centrales hydroélectriques dans le bassin de la rivière Zeravshan, affluent de l'Amou-Daria.
| Nom                  | Type         | Rivière   | Puissance installée (MW) | Puissance disponible (MW) | Mise en service | Opérateur    |
| Nourek               | Réservoir    | Vakhch    | 3 000                    | 2 400                     | 1972,1979       | Barqi Tojik  |
| Baypaza              | Fil de l'eau | Vakhch    | 600                      | 450                       | 1985            | Barqi Tojik  |
| Golovnaya            | Fil de l'eau | Vakhch    | 240                      | 170                       | 1962            | Barqi Tojik  |
| Perepadnaya          | Fil de l'eau | Vakhch    | 30                       | 26                        | 1958            | Barqi Tojik  |
| Tsentralnaya         | Fil de l'eau | Vakhch    | 15                       | 13                        | 1964            | Barqi Tojik  |
| Cascade de la Varzob | Fil de l'eau | Varzob    | 27                       | 7                         | 1937-1952       | Barqi Tojik  |
| Kayrakkum            | Fil de l'eau | Syr-Daria | 126                      | 120                       | 1956            | Barqi Tojik  |
| Sangtuda-1           | Fil de l'eau | Vakhch    | 670                      | 670                       | 2008            | UES          |
| Sangtuda-2           | Fil de l'eau | Vakhch    | 220                      | 220                       | 2011            | Sangob       |
| Rogoun               | Réservoir    | Vakhch    | 240                      | 240                       | 2018            | Barqi Tojik  |
| Pamir Energy         | combiné      |           | 44                       | 44                        |                 | Pamir Energy |
| total                |              |           | 5 212                    | 4 365                     |                 |              |

##### Solaire
Une des orientations de la nouvelle politique énergétique est d'investir dans les panneaux photovoltaïques, suivant l'exemple de l'Ouzbékistan qui produit des panneaux assurant un coût de production inférieur à 0,02 $/kWh. La Banque mondiale et la Banque asiatique de développement étudient la faisabilité de centrales solaires dans la région de Sughd.

### Consommation d'électricité

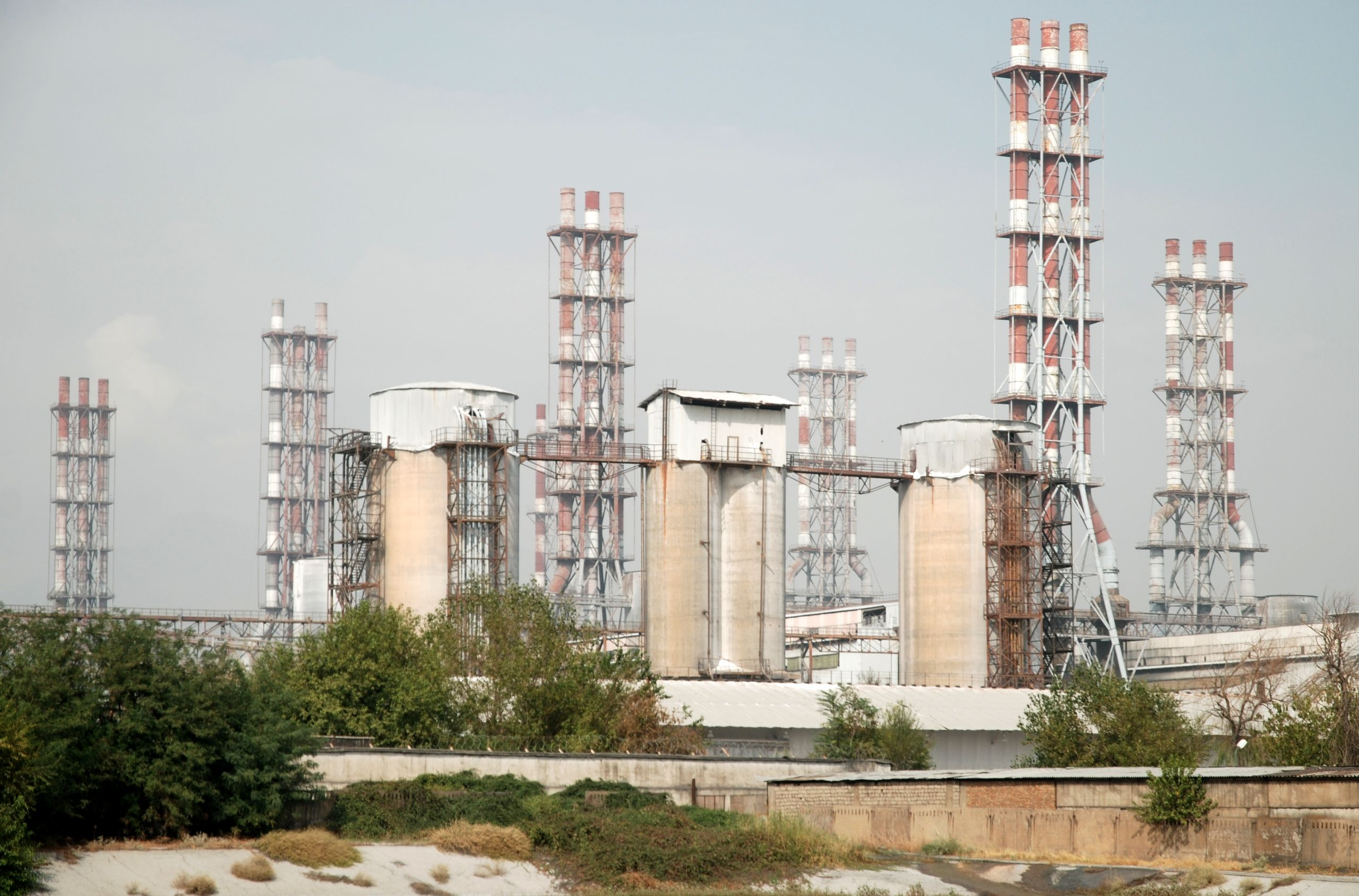
Usine d'aluminium de Talco à Tursunzoda, 2014.

Selon l'Agence internationale de l'énergie, la consommation moyenne par habitant s'élève à (1 647 kWh), soit 50 % de la moyenne mondiale (3 265 kWh) et 167 % de celle de l'Inde (987 kWh).
La consommation d'électricité du Tadjikistan s'est élevée en 2019 à 15,13 TWh. Elle a reculé de 15 % depuis 1990. Elle se répartit en 26,6 % pour l'industrie, 39,8 % pour le secteur résidentiel, 18,1 % pour le tertiaire et 15,5 % pour l'agriculture. Depuis 1990, l'industrie a reculé de 65 % et l'agriculture de 44 %, le résidentiel a progressé de 363 % et le tertiaire de 402 %.
L'énorme potentiel hydroélectrique du Tadjikistan a attiré les industries électro-intensives : TALCO (Tajik Aluminium Company) est la plus grande usine d'aluminium d'Asie centrale et consomme une part importante de l'électricité du pays. Cette entreprise, officiellement contrôlée par l'État, est accusée d'être le pivot de la corruption, le président Emomali Rahmon et sa famille étant accusés de détourner les bénéfices de Talco à travers ses filiales étrangères. Talco produit 400 000 tonnes d'aluminium par an et contribue pour 60 % aux exportations du pays. Dans le même complexe industriel utilisant l'électricité de la centrale de Nourek figurent une usine d'engrais, une usine chimique et une cimenterie. L'usine de Talco a été construite à partir de 1976 avec l'aide d'Aluminium Pechiney.

### Échanges internationaux d'électricité
En 2019, les importations d'électricité se sont élevées à 0,28 TWh et les exportations à 3,17 TWh ; le solde exportateur était donc de 2,89 TWh, soit 14 % de la production d'électricité du pays. En 2018, le solde exportateur était de 2,39 TWh, soit 12 % de la production.
En 2020, le Tadjikistan a importé 1,9 TWh et exporté 0,4 TWh ; le solde exportateur était donc de 1,5 TWh. Les échanges internationaux étaient beaucoup plus importants (4 à 5 TWh dans chaque sens) avant 2010, lorsque le pays s'est déconnecté du CAPS (Central Asia Power System) ; il s'est reconnecté en 2018 et a repris des échanges avec l'Ouzbékistan. En 2021, les exportations se sont élevées à 1,14 TWh vers l'Ouzbékistan et 1,27 TWh vers l'Afghanistan. L'objectif du gouvernement est d'augmenter les exportations de 10 TWh d'ici 2030. Le projet CASA-1000 (Central Asia-South Asia Electricity Transmission and Trade Project) pourrait porter les exportations à 3 TWh. Le projet d'interconnexion CASA-1000 reliera Kirghizistan, Tadjikistan, Ouzbékistan, Afghanistan et Pakistan. La partie située au Tadjikistan est proche de son achèvement fin 2021. La construction de la nouvelle ligne à 500 kV Rogoun-Kaboul augmentera la capacité d'export vers l'Afghanistan.

## Réseaux de chaleur
La production de chaleur pour les réseaux de chauffage urbain s'est élevée en 2019 à 3,5 PJ. Elle a reculé de 25 % depuis 1990. Elle est produite à partir de charbon (85,4 %) et de gaz naturel (14,6 %). Elle est consommée en totalité dans le secteur résidentiel.
Le chauffage urbain n'est disponible qu'à Douchanbé, où le réseau fournit de la chaleur à 1073 immeubles d'habitation, 104  écoles et hôpitaux et 137 entreprises et organisations.

## Impact environnemental
Selon l'AIE, les émissions de CO2 liées à l'énergie par habitant s'élèvent à 0,81 tonne en 2019 au Tadjikistan, soit seulement 18 % de la moyenne mondiale : 4,39 tonnes et 48 % de celle de l'Inde : 1,69 tonne.